# 和盛区域
和盛区域（ファソンくいき）は、朝鮮民主主義人民共和国（北朝鮮）平壌直轄市にある行政区域の一つ。

## 地理
市域の北部にあり、龍城区域・西城区域・大城区域・三石区域と接する。2022年4月14日、もともと大城区域に属していた和盛地区を和盛区域として独立させる最高人民会議常任委員会政令が採択された。
なお、和盛区域は金日成・金正日の遺体を安置する錦繍山太陽宮殿に近い地域であったことからこれまで都市開発の対象とされていなかったが、2022年2月に金正恩によって1万世帯分の住宅を建設する計画の開始が宣言された。
そして，2024年4月16日に平壌文化の開花期を象徴するもう一つの輝かしい雄姿 和盛地区第3段階1万世帯住宅の竣工式 が盛大に行われた。

## 行政区域
- 和盛一洞
- 和盛二洞
- 和盛三洞
- 花園一洞
- 花園二洞
- 錦陵一洞
- 錦陵二洞
- 精華一洞

## 歴史
- 2022年4月14日 - 最高人民会議常任委員会政令950号により設置が決まる[3]。